# Ewoud Pletinckx
Ewoud Pletinckx (Waregem, 10 ottobre 2000) è un calciatore belga, difensore dell'OH Lovanio.

## Caratteristiche tecniche
È un difensore centrale.

## Carriera

### Club
Cresciuto nel settore giovanile dello Zulte Waregem, ha esordito in prima squadra il 19 gennaio 2019 disputando l'incontro di Pro League perso 2-1 contro l'Anversa.

### Nazionale
Ha giocato nelle nazionali giovanili belghe Under-17, Under-18, Under-19 ed Under-21; con quest'ultima, nel 2023 ha anche partecipato agli Europei di categoria.

## Statistiche
Statistiche aggiornate al 18 agosto 2019.

### Presenze e reti nei club
| Stagione        | Squadra         | Campionato      | Campionato | Campionato | Coppe nazionali | Coppe nazionali | Coppe nazionali | Coppe continentali | Coppe continentali | Coppe continentali | Altre coppe | Altre coppe | Altre coppe | Totale | Totale | Totale |
| Stagione        | Squadra         | Comp            | Pres       | Reti       | Comp            | Pres            | Reti            | Comp               | Pres               | Reti               | Comp        | Pres        | Reti        | Pres   | Reti   |        |
| --------------- | --------------- | --------------- | ---------- | ---------- | --------------- | --------------- | --------------- | ------------------ | ------------------ | ------------------ | ----------- | ----------- | ----------- | ------ | ------ | ------ |
| 2018-2019       | Zulte Waregem   | D1              | 9+7        | 0+1        | CB              | 0               | 0               |                    | -                  | -                  |             | -           | -           | 16     | 1      |        |
| 2019-2020       | Zulte Waregem   | D1              | 7          | 0          | CB              | 1               | 0               |                    | -                  | -                  |             | -           | -           | 8      | 0      |        |
| Totale carriera | Totale carriera | Totale carriera | 23         | 1          |                 | 1               | 0               |                    | 0                  | 0                  |             | -           | -           | 24     | 1      |        |